# 46-я отдельная бригада оперативного назначения
46-я ордена Жукова отдельная бригада оперативного назначения  (сокр. 46 оброн) — тактическое соединение Войск национальной гвардии, ранее Внутренних войск МВД России, сформированное 1 ноября 2000 года на базе одного из батальонов 101-й особой бригады оперативного назначения для участия во второй чеченской войне.

## Формирование бригады
На коллегии МВД России в феврале 2000 года в соответствии с Указом Президента России было принято решение о создании 46-й отдельной бригады оперативного назначения ВВ. На основании приказа Министра внутренних дел РФ № 22, директивы главнокомандующего внутренними войсками МВД России, в составе Северо-Кавказского округа Внутренних войск на территории Чеченской Республики на постоянной основе приступили к формированию отдельной бригады оперативного назначения, дислоцируемой в г. Грозном.
Формирование бригады проходило в период с июля по октябрь 2000 года на базе воинских частей Северо-Кавказского, Приволжского, Московского, Сибирского и Восточного округов внутренних войск МВД России. К 2005 году все подразделения были укомплектованы военнослужащими по контракту.

## Задачи
1. Несение службы на контрольно-пропускных пунктах, взводных опорных пунктах, заставах;
2. обеспечение прохождения воинских эшелонов;
3. сопровождение колонн;
4. решение сапёрных задач;
5. проведение специальных операций по ликвидации незаконных вооружённых формирований;
6. охрана общественного порядка в населённых пунктах и административных районах ЧР;
7. изъятие оружия, боеприпасов, взрывных устройств, наркотиков, токсических средств, угнанных автомобилей
8. предотвращение террористических актов в отношении представителей власти, сотрудников правоохранительных органов и подразделений федеральных сил;
9. несение службы на КПП, заставах, контроль транспортных узлов, охрана железнодорожных мостов, досмотр транспорта в зонах ответственности
10. проведение мероприятиях по пресечению хищения нефтепродуктов;
11. обеспечение прикрытия административной границы с республиками Дагестан, Северная Осетия-Алания;
12. содействие силам Пограничной службы ФСБ в охране государственной границы.[3]

## Современное состояние
В 2009 году на базе одного из оперативных батальонов был создан 34-й отряд специального назначения.
В конце 2009 года также на базе 231 батальона оперативного назначения в станице Наурская был сформирован 140-й артиллерийский полк, в начале 2010 года закончено его боевое слаживание, введён в строй.
За период выполнения служебно-боевых задач более 600 военнослужащих бригады награждены государственными наградами.
28 декабря 2009 года состоялось торжественная церемония вручения Боевого знамени нового образца 46-й отдельной бригаде оперативного назначения Внутренних войск МВД России.
В марте 2012 года министр внутренних дел Российской Федерации генерал армии Р. Г. Нургалиев вручил бригаде орден Жукова.
94-й полк оперативного назначения участвовал в боях на часовярском направлении в районе села Андреевка Бахмутского района в июле 2024 года.
Подразделения бригады отличаются массовой пропагандой своих действий, показными видео и т.п., которые распространяет сам Рамзан Кадыров, за что получили иронично-пренебрежительное прозвище «тикток-войска». Например, Игорь Гиркин обвинил чеченские подразделения Росгвардии в пиаре на захвате города Попасная. По его словам, вопреки заявлениям главы Чечни, кадыровцы не имеют отношения к захвату этого населенного пункта.

## Состав
- управление, в/ч 3025 (г. Грозный):
- 94-й полк оперативного назначения, в/ч 6779 (с. Урус-Мартан)
- 96-й полк оперативного назначения, в/ч 6780 (г. Гудермес)
- 141-й специальный моторизованный полк имени Героя Российской Федерации А. А. Кадырова, в/ч 4156 (г. Грозный)
- 147-й полк, в/ч 6778 (г. Грозный)[7]
- 140-й артиллерийский полк, в/ч 3761 (ст. Наурская)
- 249-й отдельный специальный моторизованный батальон «Юг», в/ч 4157 (с. Ведено)
- 358-й отдельный батальон оперативного назначения, в/ч 6776 (ст. Червлённая)
- 424-й отдельный батальон ВНГ РФ, в/ч 2671 (нп Ханкала)
- 353-й отдельный батальон связи, в/ч 6784 (аэр. Грозный)
- 354-й отдельный инженерно-сапёрный батальон, в/ч 6785 (аэр. Грозный)
- 355-й отдельный ремонтно-восстановительный батальон, в/ч 6786 (аэр. Грозный)
- 357-й отдельный медицинский батальон, в/ч 6788 (аэр. Грозный)
- 356-й отдельный батальон материального обеспечения, в/ч 6787 (аэр. Грозный)
- 34-й отряд специального назначения, в/ч 6775 (бывший 351 батальон оперативного назначения)[8]
- Районная квартирно-эксплуатационная часть ( войсковая часть 6790, аэр.Грозный)

## Оснащение
В бригаде находится 1500 единиц автомобильной техники и порядка 300 единиц бронетанковой.

## Командиры
- Первым командиром бригады был полковник, с декабря 2001 года генерал-майор Зубарев Евгений Александрович.